# Hydrologi
Hydrologi (græsk: Yδρoλoγια (Yδωρ+Λoγos – Hydrologia – studiet af vand) er studiet af fordelingen og bevægelse af vand over hele jorden og dækker derfor alle sider af vandets kredsløb og alle ulige former for vandbeholdninger. En udøver af hydrologi kaldes en hydrolog, som f.eks. arbejder indenfor geovidenskab eller økologi.

## Vandets rolle
75% af jordens overflade er dækket af vand.

## Vandets kredsløb
Vand befinder sig i et stadigt kredsløb.
Størstedelen af jordens vand befinder sig i havene. Herfra, og fra søer og vandløb fordamper vandet til atmosfæren. I atmosfæren kan vand fortættes til skyer og efter forholdene give anledning til nedbør i form af regn, sne eller hagl. I form af sne kan vandet under gunstige forhold blive liggende i længere tid og eventuelt ophobes som et sne- eller isdække. Under visse forhold kan snedækket blive så tykt, at det begynder at bevæge sig som en gletsjer. Under andre forhold kan der dannes en vandstrøm under isens overflade. Denne vil søge nedad, om muligt ud i havet, hvor stykker af isen kan frabrækkes og danne isbjerge eller isflager. Er temperaturen højere, vil isen smelte. Er nedbøren på flydende form (almindelig regn) kan der enten ske en afstrømning på jordoverfladen (som kilde, bæk, å eller flod) eller en opsamling i en lavning i form af en dam, sø eller lignende – eller vandet kan sive ned i jorden og her bevæge sig mere eller mindre i form af grundvand. Såvel overfladevand som grundvand vil søge nedad og som regel i sidste ende ud mod havet. Afhængigt af i hvilken form, vandet befinder sig, kan det være tilgængeligt for planter, træer eller dyr, som efter behov kan opsuge eller drikke det for at udnytte det til egne livsprocesser. Det kredsløb, der således forekommer, kan sættes ind i et vandregnskab eller en "vandbalance". Denne ser i hovedtræk således ud:
| Vandmængde            | Vandindhold i tusind km3 | % af total |
| --------------------- | ------------------------ | ---------- |
| Atmosfæren            | 13                       | 0,0001     |
| Verdenshavene         | 1.350.400                | 97,6000    |
| Vand på landområder   | 124.000                  | -          |
| Floder                | 1,7                      | -          |
| Ferske søer           | 125                      | 0,0094     |
| Saltsøer              | 105                      | 0,0076     |
| Jordvand              | 150                      | 0,0108     |
| Biologisk bundet      | forsvindende lidt        | -          |
| Grundvand             | 7.000                    | 0,5060     |
| Iskapper og gletsjere | 26.000                   | 1,9250     |
| I alt landområder     | 33.900                   | 2,5000     |
| I alt vandmængde      | 1.384.000                | 100        |

Man kan for et givet delområde på kloden opstille en såkaldt vandbalanceligning:
N = Ao + Au + F + ΔR
hvoraf:
N = nedbøren,
Ao = afstrømning på overfladen (vandløb med videre)
Au = underjordisk afstrømning (grundvand)
F = fordampning,
ΔR = ophobet vandmængde (søer, moser, sne og lignende).
Kort sagt udtrykker ligningen, at det tilkomne vand enten forsvinder eller ophobes. Ses der på en længere årrække vil ophobningen af vand af forklarlige årsager forsvinde. Det afstrømmende vand kan også opdeles i stabil afstrømning (S) og ustabil afstrømning (U), hvorved fås:
N = S + U + F, hvilket indebærer at:
N - U = S + F,
hvilken formel udtrykker den vandmængde, som kan udnyttes dels ved fordampning fra vegetation (herunder afgrøder), dels ved vandindvinding fra vandløb.

### Tiden i vandlagrene
| Vandlager            | Gennemsnitlig tid |
| -------------------- | ----------------- |
| Havene               | 3 200 år          |
| Is og sne            | 20 til 100 år     |
| Sæsonvarigt snedække | 2 til 6 måneder   |
| Jordfugtighed        | 1 til 2 måneder   |
| Grundvand: højt      | 100 til 200 år    |
| Grundvand: dybt      | 10 000 år         |
| Søer                 | 50 til 100 år     |
| Floder               | 2 til 6 måneder   |
| Atmosfæren           | 9 dage            |

### Kredsløbet i oceanerne
Det sker et kredsløb i oceanerne med overfladestrømme som Golfstrømmen og strømme i dybet af oceanerne, tilsammen kaldet det thermohaline kredsløb.
Når den varme Golfstrøm afkøles i det nordlige Atlanterhav synker det afkølede vand til bunds. Denne mekanisme betegnes Grønlandspumpen og er en drivende kraft i det thermohaline kredsløb.

### Fordampning
Der findes to typer af fordampning:
- potentiel fordampning (Ep), hvilken er den højest mulige fordampning for et givet område ved en given temperatur og forudsat en tæt, ensartet, grøn og voksende afgrøde dækkende en betydelig del af området og bedst muligt forsynet med vand[2]; samt
- aktuel fordampning (Ea), hvilken er den fordampning, der rent faktisk forekommer uden en given temperatur. Denne vil ifølge sagens natur altid være mindre eller højst af samme størrelse som den mulige fordampning.

Fordampning kan ske på to måder:
1. ved direkte fordampning fra have, søer, vandløb og jordens overflade,
2. ved planters og træers åndevirksomhed (transpiration).

Den samlede fordampning kaldes evapotranspiration. Omtrent 90 % af det vanddamp, der eksisterer i atmosfæren skyldes fordampning fra oceaner, have, søer, floder og vandløb. De tilbageværende ca. 10 % skyldes planternes transpiration.

#### Overfladefordampning
Overfladefordampning sker som følge af solens indstråling og den opvarmning, der derved sker. Varme og den dermed tilførte energi er nødvendig, for at fordampningsprocessen kan forløbe. Energien er nødvendig for at bryde de bindinger, som holder vandmolekylerne sammen, hvorfor fordamper vand meget hurtigt omkring kogepunktet (100 °C) men meget langsomt, når temperaturen er i nærheden af frysepunktet. I egne med stort snefald og hastige temperaturstigninger om foråret kan fordampningen ikke følge med afsmeltningen, hvorfor smeltevandet ledes til vandløb og søer og i den forbindelse kan give anledning til oversvømmelser, når vandstanden stiger indtil flere meter. Når den relative fugtighed i luften er 100%, er luften er mættet med vanddamp, og under sådanne forhold kan en fordampning ikke ske. Ved fordampningsprocessen fjernes varme fra miljøet.
Vil man kende fordampningen i et givet område, kan denne beregnes efter enkle formler (opstillet af Turc) med udgangspunkt i dels årsmiddeltemperaturen (T), dels årsnedbøren (N) som følger:
Potentiel fordampning (Ep) = 300 + 25T + 0,05T3
Aktuel fordampning (Ea) = N/kvadratroden af: (0,9+(N²/Ep²)).
Mængden af vand, som fordamper, skifter beroende på stedets geografiske placering og over tid: Jo nærmere, man kommer ækvator, desto større er temperaturen og dermed fordampningen. I tempererede egne vil fordampningen være størst om sommeren og mindst om vinteren. Den globale opvarmning medfører en større fordampning og et større vandindhold i atmosfæren, der igen medfører en større mængde nedbør bl.a. større tropiske orkaner

#### Planters og træers åndevirksomhed
Planternes åndedræt sker ved et forløb, hvor vand suges fra jorden ind i plante- eller trærødderne, derefter stiger op gennem planten eller træet og til sidst ud gennem små huller på bladenes underside (stomata) som vanddamp til atmosfæren. Således kan transpiration siges at være fordampning af vand fra planternes eller træernes blade. Gennem en vækstsæson kan et blad på denne måde udånde mange gange sin egen vægt. For et eksempel kan et stort egetræ afgive 151.000 liter vand pr. år.
En række forhold har indflydelse på omfanget af plantevækstens åndevirksomhed:
- Temperaturen: Plantevækstens åndedrætsvirksomhed vokser med voksende temperatur (således er den stor i vækstsæsonen, hvor luften er varm, og planterne er i god vækst, men ubetydelig om vinteren).
- Relativ fugtighed: Med stigende relativ fugtighed omkring en plante falder åndevirksomheden, idet det er lettere for vand at fordampe i tør luft end i vandmættet luft.
- Vind og luftens bevægelse: Jo større bevægelse i luften omkring en plante desto højere transpiration.
- Plantevækstens sammensætning: Planter og træer ånder med ulige hastigheder. Planter fra tørre (aride) områder, så som kaktus, har evne til at ånde med væsentlig lavere hastighed end mange andre planter (og er således bedre i stand til at fastholde de beskedne vandmængder, de har til rådighed).

### Nedbør
Nedbør afhænger af:
- temperaturen
- fugtige luftmasser
- luftmasser afkølet – luftmassernes opstigning

## Vandets sammensætning
Vand består af H2O, men vand er i naturen aldrig ganske "rent". Det vil, i større eller mindre grad, indeholde andre grundstoffer og/eller ioner, som derved ligeledes "følger med" i vandets kredsløb. Eksempelvis bidrager salte udskilt ved vulkanske processer til den højere saltholdighed, der findes i have i sammenligning med ferske vande.

## Menneskelig udnyttelse og dens indflydelse
Menneskelig udnyttelse af vandet kan og vil påvirke de ulige vandbeholdningers indbyrdes størrelse og grænser. Velkendt er, at vand pumpet eller hentet op af en brønd i store mængder kan bevirke en sænkning af grundvandsstanden. Ligeledes kan saltholdige vandlag i grænsezonen mellem salt og fersk vand under det ferske vands udnyttelse trænge ind i de tidligere ferske vandes områder og vil da være umulige at fortrænge igen. Vandrensning af saltholdige vandlagre med henblik på udnyttelse til drikkevand eller lignende er og forbliver nødløsninger. Af samme grund udlægges beskyttelseszoner omkring vigtige (grund)vandsbeholdninger for at forhindre deres ødelæggelse, lige som spildevand sendes til rensning inden, at det ledes tilbage til naturen.